# Ei-ichi Negishi
Ei'ichi Negishi (根岸 英一, Negishi Eiichi, Changchun, 14 de julho de 1935 - Indianápolis, 6 de junho de 2021) foi um químico japonês.
Negishi foi para os Estados Unidos em 1960 para estudar na Universidade da Filadélfia, tendo recebido o seu doutoramento em 1963. Em 1979, foi nomeado professor na Universidade Purdue (Indiana), onde mais tarde se tornou professor emérito.
Foi laureado com o Nobel de Química de 2010, juntamente com Richard Heck e Akira Suzuki, pelos seus trabalhos referentes à reação catalisada por paládio em sínteses orgânicas.
Negishi morreu em 6 de junho em 2021, aos 85 anos de idade, em Indianápolis.